# Metzneria aestivella
 (mars 2021).

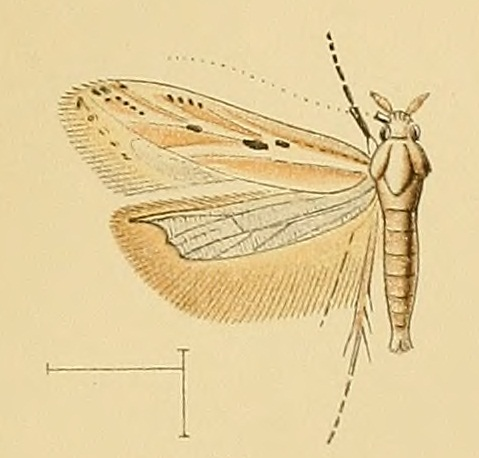

Metzneria aestivella est un papillon de nuit de la famille des Gelechiidae. On le trouve dans la plupart des pays d'Europe, à l'exception de l'Islande, de la Norvège, de la Lituanie, de la Slovaquie et de l'Ukraine. Son habitat est constitué de zones sèches et ensoleillées avec des plantes herbacées à faible croissance.
L'envergure est de 11 à 15 mm.

## Sous-espèces
- Metzneria aestivella aestivella
- Metzneria aestivella dichroa Walsingham, 1908 (Îles Canaries)